# فيلاريشا
فيلاريشا هي مديرية في باراغواي، تتبع غوايرا، هي عاصمة غوايرا، بلغ عدد سكانها 40٬300 نسمة، تبلغ مساحتها 327 كيلومتر مربع، رمزها البريدي هو 5000.

## المناخ
يظهر الجدول التالي التغييرات المناخية على مدار السنة لفيلاريشا:
| البيانات المناخية لـفيلاريشا       | البيانات المناخية لـفيلاريشا | البيانات المناخية لـفيلاريشا | البيانات المناخية لـفيلاريشا | البيانات المناخية لـفيلاريشا | البيانات المناخية لـفيلاريشا | البيانات المناخية لـفيلاريشا | البيانات المناخية لـفيلاريشا | البيانات المناخية لـفيلاريشا | البيانات المناخية لـفيلاريشا | البيانات المناخية لـفيلاريشا | البيانات المناخية لـفيلاريشا | البيانات المناخية لـفيلاريشا | البيانات المناخية لـفيلاريشا |
| الشهر                              | يناير                        | فبراير                       | مارس                         | أبريل                        | مايو                         | يونيو                        | يوليو                        | أغسطس                        | سبتمبر                       | أكتوبر                       | نوفمبر                       | ديسمبر                       | المعدل السنوي                |
| ---------------------------------- | ---------------------------- | ---------------------------- | ---------------------------- | ---------------------------- | ---------------------------- | ---------------------------- | ---------------------------- | ---------------------------- | ---------------------------- | ---------------------------- | ---------------------------- | ---------------------------- | ---------------------------- |
| الدرجة القصوى °م (°ف)              | 39.5 (103.1)                 | 38.8 (101.8)                 | 37.2 (99.0)                  | 36.4 (97.5)                  | 33.4 (92.1)                  | 31.3 (88.3)                  | 32.4 (90.3)                  | 34.5 (94.1)                  | 36.2 (97.2)                  | 37.0 (98.6)                  | 40.0 (104.0)                 | 40.4 (104.7)                 | 40.4 (104.7)                 |
| متوسط درجة الحرارة الكبرى °م (°ف)  | 32.3 (90.1)                  | 31.9 (89.4)                  | 30.8 (87.4)                  | 27.8 (82.0)                  | 25.0 (77.0)                  | 22.8 (73.0)                  | 23.3 (73.9)                  | 24.6 (76.3)                  | 25.8 (78.4)                  | 28.5 (83.3)                  | 30.1 (86.2)                  | 31.7 (89.1)                  | 27.9 (82.2)                  |
| المتوسط اليومي °م (°ف)             | 26.5 (79.7)                  | 26.0 (78.8)                  | 24.8 (76.6)                  | 21.8 (71.2)                  | 18.9 (66.0)                  | 16.8 (62.2)                  | 17.0 (62.6)                  | 18.2 (64.8)                  | 19.7 (67.5)                  | 22.3 (72.1)                  | 24.2 (75.6)                  | 25.9 (78.6)                  | 21.8 (71.2)                  |
| متوسط درجة الحرارة الصغرى °م (°ف)  | 21.0 (69.8)                  | 20.9 (69.6)                  | 19.7 (67.5)                  | 16.8 (62.2)                  | 14.1 (57.4)                  | 12.1 (53.8)                  | 12.3 (54.1)                  | 13.2 (55.8)                  | 14.5 (58.1)                  | 16.6 (61.9)                  | 18.3 (64.9)                  | 20.1 (68.2)                  | 16.6 (61.9)                  |
| أدنى درجة حرارة °م (°ف)            | 12.0 (53.6)                  | 11.0 (51.8)                  | 7.5 (45.5)                   | 4.9 (40.8)                   | 1.0 (33.8)                   | −1.4 (29.5)                  | −2.8 (27.0)                  | −3.4 (25.9)                  | 1.1 (34.0)                   | 5.6 (42.1)                   | 5.6 (42.1)                   | 7.6 (45.7)                   | −3.4 (25.9)                  |
| الهطول مم (إنش)                    | 185.0 (7.28)                 | 124.1 (4.89)                 | 154.6 (6.09)                 | 169.9 (6.69)                 | 131.0 (5.16)                 | 116.0 (4.57)                 | 67.3 (2.65)                  | 104.7 (4.12)                 | 110.5 (4.35)                 | 155.2 (6.11)                 | 172.4 (6.79)                 | 145.9 (5.74)                 | 1٬636٫9 (64.44)              |
| متوسط أيام هطول الأمطار (≥ 0.1 mm) | 10                           | 9                            | 9                            | 9                            | 8                            | 8                            | 7                            | 9                            | 9                            | 10                           | 9                            | 10                           | 107                          |
| متوسط الرطوبة النسبية (%)          | 72                           | 75                           | 76                           | 78                           | 79                           | 78                           | 74                           | 72                           | 71                           | 71                           | 70                           | 70                           | 74                           |
| المصدر: NOAA                       |                              |                              |                              |                              |                              |                              |                              |                              |                              |                              |                              |                              |                              |

## أعلام
- جورج موريرا
- سيلسو دوارتي
- رولاند بوغادو
- كريستيان بوغادو
- روبين فرنانديز